# Tranh cát

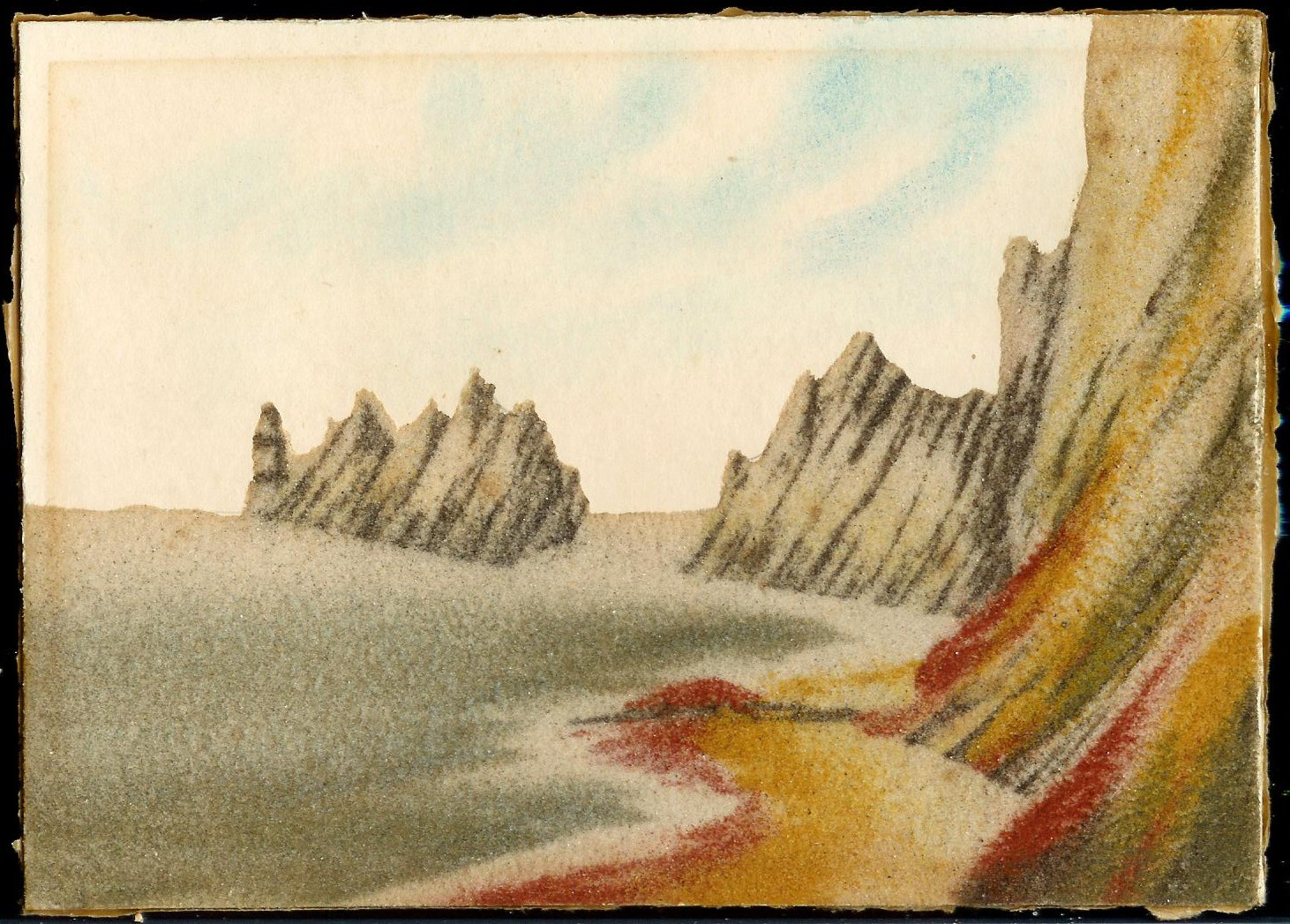
Souvenir Sandpainting

Tranh cát (Sand art), hoạ cát (Sand drawing) hay hoạ cát kim sa... tất cả là tên gọi chung của một bộ môn nghệ thuật làm từ cát. Đây là một hình thức tạo hình nghệ thuật bằng sự phối hợp giữa nguyên liệu cát trên mặt kính trắng đục, bên dưới có đèn chiếu sáng. Nguyên tắc cơ bản của loại hình nghệ thuật này là sự tương phản giữa nền sáng của mặt kính và màu đen của cát để tạo nên hình ảnh. Tuy không đa dạng về màu sắc nhưng lại có được sắc độ (độ đậm nhạt) khá tốt, tạo được không gian xa gần của bức tranh.

## Tranh cát tĩnh
Là loại hình tranh cát mà người nghệ nhân rải cát trong một khung kính với nhiều lớp cát màu chồng lấp lên nhau. Sự khác nhau cơ bản đó là một loại sử dụng nguyên tắc ngược sáng của cùng một loại cát và một loại dùng màu sắc của nhiều loại cát để tạo nên hình hoạ. Để cho ra một tác phẩm tranh cát tĩnh sẽ mất khoảng 10-20 ngày.

## Tranh cát biểu diễn
Là loại hình tranh cát mà người nghệ sĩ liên tục biến đổi tranh cát hình thành cả một câu chuyện có nội dung, được ghi nhận thành video clip có lồng ghép âm nhạc, trở thành một tác phẩm vô cùng đặc sắc.

## Những họa sĩ tranh cát khác trên thế giới
- Kseniya Simonova, winner of "Ukraine's Got Talent 2009"
- Nona Giunashvili, winner of "ნიჭიერიv Nichieri 2012" (Georgia)
- Joe Castillo, Finalist "America's Got Talent season 7" Top 5[1]
- Vina Candrawati, Runner-up "Indonesia Mencari Bakat 3 (2013)" (Indonesia)
- Nitish Bharti, Finalist "India's Got Talent"
- Natalja Nezelja, Finalist "Das Supertalent season 4 (2010)" Top 6(Germany)
- Sri Manas Kumar Sahoo and his Team, Finalist "India's Got Talent"
- Veysel Çelikdemir, Finalist "Turkish Got Talent"
- Joseph the Artist, Finalist "Talentadong Pinoy season 2" (Philippines)
- Monica Regalario, Finalist "Talentadong Pinoy season 3" (Philippines)
- Ana Munteanu, Finalist "Romania's Got Talent"
- Note Di Sabia, Finalist "Italia's Got Talent season 1(2010)"
- Shayma Al Mughairy, Finalist "Arabs' Got Talent"
- Kim Ha-Joon,Finalist"Korea's got talent season 1(2011)"
- Donovan Campoverde,"Ecuador tiene talento season 2 (2013)" (16 years old sand artist)
- Julio Chicana,"Perú tiene talento season 2 (2013)"
- Zhao Limin,"China's got talent season 4(2012)"
- Alexandra Konofalskaya, Finalist "Belarus got talent"